# Camargo Guarnieri
Pour les articles homonymes, voir Camargo et Guarnieri.
Mozart Camargo Guarnieri, né le 1er février 1907 à Tietê et mort le 13 janvier 1993 à São Paulo, est un compositeur brésilien du XXe siècle. Il étudie le piano et la composition au Conservatório de São Paulo et se perfectionne par la suite auprès de Charles Koechlin à Paris. Quelques-unes des compositions de Guarnieri remportent d'importants prix aux États-Unis durant les années 1940, lui donnant l'occasion de les diriger à New York, Boston, Los Angeles et Chicago.
Figure éminente de l'école nationale brésilienne, il assure diverses fonctions : chef de l'Orchestre de São Paulo, membre de l'Académie brésilienne de musique (pt), et directeur du Conservatório de São Paulo, y enseignant la composition et la direction d'orchestre. Il est considéré comme le plus important compositeur brésilien après Heitor Villa-Lobos, son contemporain. Son œuvre comprend des symphonies, des concertos, des cantates, un opéra-comique, de la musique de chambre, plusieurs pièces pour piano et une cinquantaine de canções.

## Œuvres

### Opéras
- Pedro Malazarte (pt) (opéra comique en un acte, livret de Mario de Andrade, créé en mai 1952 au Theatro Municipal de Rio de Janeiro)
- Um homem só (pt) (opéra tragique en un acte, livret  de Gianfrancesco Guarnieri (pt), créé le 29 novembre 1962, au Theatro Municipal de Rio de Janeiro)

### Œuvres orchestrales
- Symphonies
  - Symphonie no 1
  - Symphonie no 2 "Uirapuru"
  - Symphonie no 3
  - Symphonie no 4 "Brasília"
  - Symphonie no 5
  - Symphonie no 6
- Ouvertures
  - Abertura Concertante (1942)
  - Abertura Festiva (1971)
- Suites
  - Suite infantil (1929)
  - Suite IV Centenario (1954)
  - Suite Vila Rica (1957), d’après la musique de film "Rebelião em Vila Rica"

### Concertos
- Piano
  - Concerto pour piano no 1 (1931)
  - Concerto pour piano no 2 (1946)
  - Concerto pour piano no 3 (1964)
  - Concerto pour piano no 4 (1968), écrit pour un orchestre sans cordes, avec une écriture sérielle[1] ;
  - Concerto pour piano no 5 (1970), dédicacé à Lais de Souza Brazil, de style sériel ;
  - Concerto pour piano no 6 (1987), pour orchestre de chambre (cordes et percussion), de plus courte durée (10 minutes)
  - Variations (Variações sobre um tema nordestino) pour piano et orchestre (1953)
- Violon
  - Concerto pour violon no 1 (1940)
  - Concerto pour violon no 2 (1952)

### Musique de chambre
- Quatuors à cordes
  - Quatuor à cordes no 1 (1932)
  - Quatuor à cordes no 2 (1944)
  - Quatuor à cordes no 3 (1962)
- Sonates pour violoncelle
  - Sonate pour violoncelle no 1 (1931)
  - Sonate pour violoncelle no 2 (1955)
  - Sonate pour violoncelle no 3 (1977)
- Sonates pour violon
  - Sonate pour violon no 1
  - Sonate pour violon no 2
  - Sonate pour violon no 3
  - Sonate pour violon no 4
  - Sonate pour violon no 5
  - Sonate pour violon no 6
  - Sonate pour violon no 7
- Sonate pour alto (1950)